# Nick Webb (Boxer)
Nick Webb (* 23. September 1987) ist ein britischer Profiboxer im Superschwergewicht und aktuell ungeschlagen. Er wird von Scott Welch trainiert.

## Profikarriere
Sein Debüt im Profiboxen gab Webb im Jahre 2015. Seine ersten fünf Kämpfe gewann er alle durch K. o. in Runde 1. Alle waren auf vier Runden angesetzt. In seinem sechsten Kampf, der ebenfalls auf vier Runden angesetzt war, musste der Normalausleger gegen Hari Miles zum ersten Mal über die Runden; er gewann einstimmig. Es folgten vier K.-o.-Siege hintereinander. Am 24. März 2017 bezwang Webb den Deutsch-Angolaner Andre Bunga in einem auf sechs Runden angesetzten Fight klar nach Punkten und schickte ihn in der letzten Runde einmal zu Boden.
Für den 11. November 2017 ist ein Kampf von der BBBofC zwischen Webb und seinem ebenfalls ungeschlagenen Landsmann Nathan Gorman um vakanten Titel angesetzt.